# 瓊·泰勒
瓊·泰勒（英語：Jon Taylor；1992年7月20日—）是一位英格蘭足球運動員。在場上的位置是邊鋒。他現在效力於英格蘭足球甲級聯賽球隊彼得伯勒聯足球俱樂部。